# Oggi tocchi a me
Oggi tocchi a me è un brano musicale scritto e composto da Biagio Antonacci ed interpretato dalla cantante italiana Loredana Errore, estratto come terzo singolo dall'EP, di debutto solista, Ragazza occhi cielo.
Il brano, pubblicato dalla casa discografica Sony Music, è in rotazione radiofonica dal 24 settembre 2010 ed in contemporanea disponibile per il download digitale.. Il brano è una cover di Antonacci che la cantante ha voluto inserire nell'album per ringraziare il cantautore Antonacci.

## Tracce
1. Oggi tocchi a me – 3:54 (Biagio Antonacci)